# Borena
Borena è una delle zone amministrative in cui è suddivisa la Regione di Oromia in Etiopia.

## Woreda
La zona è composta da 14 woreda :
1. Arero
2. Dhas
3. Dilo
4. Dire
5. Dubluk
6. Elwaya
7. Gomole
8. Guchi
9. Miyo
10. Moyale
11. Teltale
12. Wachile
13. Yabelo
14. Yabelo town